# Joaquim Antônio de Sousa Rabelo
Joaquim Antônio de Sousa Rabelo, primeiro e único barão de Patrocínio (Santa Rita de Ibitipoca — Patrocínio, 23 de maio de 1897), foi um fazendeiro e político brasileiro.
Rico fazendeiro, era tenente-coronel da Guarda Nacional e também político influente no Partido Liberal, tendo sido deputado provincial em Minas Gerais.
Agraciado barão em 10 de agosto de 1889.